# Trilogy of Error
«Trilogy of Error» (рус. Трилогия ошибок) — восемнадцатая серия двенадцатого сезона «Симпсонов». Премьерный показ состоялся 29 апреля 2001 года на канале Fox.
Симпсоны бегут — Гомер спешит в больницу, чтобы пришить отрезанный палец, Лиза опаздывает на научную выставку в школе, а Барт убегает от полиции и мафии. Эпизод состоит из трех частей, в которых каждая история показывается от первого лица. Все три части тесно переплетены между собой, так как действия в них происходят одновременно.
Эпизод, рабочим названием которого было «Бегите, Симпсоны, бегите» (англ. Go, Simpsons, Go), был срежиссирован Майком Андерсоном, а сценарий написан Мэттом Селманом (его второй сценарий в сезоне). В качестве приглашенных звезд выступили Фрэнки Муниз, озвучивший Телониуса и  традиционно  Джо Мантенья, озвучивающий Жирного Тони. «Трилогия ошибок» обыгрывает фильмы «Go» (в русском прокате «Экстази») и «Беги, Лола, беги». Эпизод получил положительные отзывы, а также был признан лучшим в двенадцатом сезоне на канале IGN.

## Сюжет
Симпсоны утром собираются на кухне, однако Мардж подает на стол «здоровый завтрак из Европы от компании Mueslix» — липкие и тягучие хлопья. Есть их никто не собирается, а потому под разными предлогами покидают кухонный стол — к Барту приходит Милхаус, а Лиза зовет Гомера, чтобы показать ему своего робота Лингво, исправляющего грамматические ошибки, которого она собрала специально для школьной научной выставки.

### «Homer’s day»
(рус. День Гомера)
Гомер ломает робота и расстроенная Лиза убегает наверх. После этого на кухне происходит неприятный инцидент — Гомер пытается ухватить кусочек торта, который Мардж запретила есть до ужина, и она случайно отрезает ему большой палец правой руки. Пока Гомер гоняется за Маленьким Помощником Санты, утащившим палец, Мардж звонит в полицию. Шеф Виггам по ошибке принимает её рассказ за попытку убийства и собирается выезжать на арест. Испуганная Мардж называет ему несуществующий на её взгляд адрес (улица Никакая, дом 123) и решает отвезти Гомера в больницу самостоятельно. По дороге они врезаются в красный Феррари актёра Райнера Вульфкасла и угоняют его. В больнице их настигает очередная неудача — доктор Хибберт отказывается помочь, так как палец не застрахован и они решают поехать к доктору Нику. По пути в поисках льда для высыхающего пальца Гомер и Мардж останавливаются у Таверны Мо, где Гомер напивается, после чего обнаруживает, что Мардж пропала. Поймав попутку (грузовик Клетуса), Гомер наконец-то добирается до клиники доктора Ника, но и тут его ждет разочарование — она охвачена пожаром. Тогда он уговаривает Клетуса отвезти его в клинику Шелбивилля, но в этот момент грузовик угоняют. Гомер пытается идти пешком, начинает понимать, что время потеряно, и собирается выбросить палец. Но его отвлекает голова робота Лингво, прилетевшая из города и упавшая рядом.

### «Lisa’s day»
(рус. День Лизы)
Из-за починки робота, сломанного отцом, Лиза не успевает на школьный автобус. Следом она обнаруживает, что её велосипед угнали, а родители куда-то уехали. Она решает бежать до школы и на дороге её чуть не сбивает лимузин Клоуна Красти. Он вызывается подвести Лизу, но Мистер Тини, находящийся за рулем, ошибочно привозит её в западную спрингфилдскую начальную школу. Там Лиза знакомится с мальчиком по имени Телониус, похожим на неё, и неплохо проводит с ним время, но вскоре вспоминает о выставке и убегает в Таверну Мо в надежде найти отца. Гомера там не оказывается, зато Лиза встречает Шефа Виггама, который прослушивает по радиоприемнику ход операции по поимке контрабандистов и поэтому отказывается отвезти её в школу. В этот момент из приемника раздается голос и Лиза опознает в нём Жирного Тони, о чём и сообщает Виггаму. Тот в ответ предлагает это проверить и задает в микрофон вопрос — «Жирный Тони, это ты?», после чего слышатся выстрелы… Лиза выходит из таверны через чёрный ход, встречает Мардж и просит отвезти её. В самый неподходящий момент у Феррари заканчивается бензин и они решают подсесть в кузов грузовика Клетуса, стоящего на светофоре, не подозревая, что в нём едет Гомер. Затем, воспользовавшись рассеянностью Клетуса, оставившего ключ в замке зажигания, они угоняют грузовик и по дороге в школу чуть не сбивают Барта.

### «Bart’s day»
(рус. День Барта)
Милхаус находит за городом пещеру, а в ней мешки с фейерверками. Ребята развлекаются, взрывая их в городе, но, завидев полицию, пытаются спрятаться в здании по адресу улица Никакая, 123. По стечению обстоятельств, полиция именно туда и направляется и обнаруживает парней с кучей контрабандных фейерверков. В обмен на свободу Виггам предлагает Барту и Милхаусу поучаствовать в поимке контрабандистов, совершив контрольную закупку. Надев прослушивающие устройства, ребята отправляются в пещеру, где обнаруживают Жирного Тони со своими сообщниками. В момент совершения сделки из прослушивающего устройства Барта раздаётся голос Виггама, который спрашивает: «Жирный Тони, это ты?» Тони приказывает убить Барта, но ему удаётся поджечь петарды в руке Тони и убежать из пещеры вместе с Милхаусом. В момент, когда они вылезают через канализационный люк, их чуть не сбивает Мардж.

### Заключение
Барт и Милхаус, убегая от мафии, сворачивают в тупик и попадаются. Мардж пытается спасти детей, запустив в мафиози  роботом Лизы. В ответ следуют возмущения и угрозы, полные грамматических ошибок, от которых Лингво взрывается из-за перегруза. Преступники нокаутированы, а на взрыв прибегает Гомер. Мардж сожалеет, что палец уже не пришить, а научный проект провален, на что Жирный Тони предлагает обоюдовыгодный выход — в обмен на свободу гангстерский доктор пришивает палец, а сам процесс представляется в качестве проекта Лизы, которая занимает первое место.

## Производство
Сценарий эпизода «Трилогия ошибок» был написан Мэттом Селманом, для которого он стал вторым в сезоне после эпизода «Лиза — спасительница деревьев». Режиссёром был Майк Андерсон, для которого этот эпизод также оказался вторым в сезоне — после эпизода «ГОМЕР», получившего премию Эмми. Селман был вдохновлен фильмом «Go», который и лег в основу сюжета. В рабочем варианте эпизод носил название «Go, Simpsons, Go» с намёком на фильм «Беги, Лола, беги», который, в свою очередь, лег в основу второй части эпизода «Lisa’s day». Изначально во второй части эпизода Лиза путешествовала на другом школьном автобусе и встречала детей с разными забавными отклонениями, но этот вариант был признан слишком радикальным для того времени. Создатели также хотели включить в эпизод отдельную часть про Мардж, но посчитали, что она и так играет заметную роль в первых двух частях. Среди создателей существовали также споры об отрезанном пальце Гомера — дело в том, что на пальцах рук и ног у Симпсонов нету ногтей. В конце концов на отрезанном пальце ноготь все-таки появился.
В части «Lisa’s day» использовалась музыка из фильма «Беги, Лола, беги».

## Культурные отсылки
- Название эпизода отсылает к фильму ужасов 1975 года «Трилогия Террора».[5]
- В эпизоде присутствуют аллюзии на фильм «Go», например, момент, когда Гомер и Мардж угоняют красный Феррари.
- Часть «Lisa’s day» является пародией на фильм «Беги, Лола, беги», также в ней звучит музыка из фильма.[6]
- Когда Лиза танцует с Телониусом, играет песня Happy Together группы The Turtles, принесшая ей мировую известность в 1967 году.
- Гомер выражает убеждение, что пришивание пальцев возможно только в таких фильмах, как «Гаттака» [5], а также обсуждает группу «Blue Man Group» [5].